# Pages roses
Les pages roses sont un ensemble d'expressions et de citations en français, en latin ou en langues étrangères contemporaines, disponibles dans Le Petit Larousse. Ces pages qui s'insèrent entre les parties relatives aux noms communs et celles réservées aux noms propres du dictionnaire sont présentes dès la première édition.

## Évolution
Les pages roses sont une évolution des locutions latines apparues en 1856 dans la première édition du Nouveau Dictionnaire de la langue française de Pierre Larousse. « L'ouvrage s'achève avec un « Dictionnaire des locutions latines » de 14 pages, de Ab absurdo à Vox populi, vox Dei, qui deviendront les célèbres pages roses du Petit Larousse et serviront dès 1862 de séparation entre les mots de la langue et les noms propres ».
En 1980, des proverbes s'ajoutent aux citations latines. Dans l'édition 2010 du Petit Larousse, les pages roses s'enrichissent d'une rubrique intitulée « Petit trésor de locutions francophones », intégrant des expressions québécoises.
Lorsqu'en 1996 paraît le Maxidico, dictionnaire en deux parties séparées par des pages bleues, les éditeurs de ce dictionnaire sont condamnés pour contrefaçon.

## Retentissement culturel
« Vox Populi vexe Dei ! Pages rousses du petit Larose. » Ces jeux de mots figurent dans Spectacle — section « Intermède » — (1951), de Jacques Prévert (1900-1977).
Les pages roses servent d'inspiration à Goscinny (1926-1977) pour les citations latines, dont une mention figure dans Astérix gladiateur (paru en 1964 en album). Selon Sébastien Lapaque, « Après les drapeaux, ce qu'affectionne le lecteur du Petit Larousse, ce sont les pages roses et cette belle collection de maximes latines que Goscinny a glissées dans les phylactères des pirates jetés sur la route d'Astérix ».
Pierre Desproges a parodié les Pages roses dans son Dictionnaire superflu à l'usage de l'élite et des bien nantis, publié en 1985, où les locutions originales, parfois déformées, ainsi que quelques-unes inventées, sont assorties de traductions fantaisistes basées sur les mots français qu'évoquent les sonorités des mots d'origine (ainsi « Alea jacta est » est traduit en « Ils sont bavards à la gare de l'Est », « Ad bitam aeternam, amen » est détourné en « Tant qu'on baise, je ne dis pas non », « Chi va piano va sano » donne « Fais pas dans le piano, va aux toilettes », « Mens sana in corpore sano » devient « En tout homme il y a un cochon qui sommeille », etc.) .
Dans La maison Traum (1990) de Michel Host, la Mère-Grand est décrite comme une « redoutable lectrice des pages roses du Petit Larousse illustré ».
L'artiste Jacques Houplain illustre en 2003 des citations latines dans un album intitulé Pages roses, regrettant cette absence d'illustration dans Le Petit Larousse.
Les pages roses ont également inspiré le romancier Teodoro Gilabert pour son roman Les pages roses (OCLC 470624411) publié chez Buchet/Chastel en 2008. Le narrateur du roman évoque sa perception du Petit Larousse, et plus précisément de son exemplaire millésimé 1968. Il a grandi avec ce dictionnaire qu’il considérait comme “Le Livre” et qui a remplacé la Bible dans son “univers familial où l’anticléricalisme a toujours été clairement affiché”. La ligne rose est en fait un livre à l’intérieur du Livre surnommé “les pages roses” par ses utilisateurs. Les pages roses ont d’abord intrigué, puis séduit le narrateur. Elles ont même orienté sa vie professionnelle : il est en effet devenu professeur de lettres classiques. Les Pages roses constitue le récit d’une tranche de la vie du narrateur. Une vie qui trouve une certaine cohérence à travers les citations des pages roses du dictionnaire. Chaque chapitre commence par une citation qui introduit le récit et constitue le fragile fil directeur d’une vie que le narrateur juge de plus en plus décevante. On ne peut pas conduire toute sa vie avec des citations latines, l’idée était belle mais s’avère présomptueuse. La fin se termine sans surprise en queue de poisson (Desinit in piscem). Elle annonce plutôt le début d’une nouvelle vie, plus ancrée dans la modernité et enfin affranchie des pages roses.